# The Pinkprint
The Pinkprint – trzeci album studyjny trynidadzko-amerykańskiej raperki, Nicki Minaj wydany 15 grudnia 2014 roku nakładem wytwórni Young Money Entertainment, Cash Money Records, oraz Republic Records, jeszcze wcześniej dostępny do zakupu 12 grudnia. Producentem wykonawczym projektu jest sama Minaj, która podczas jego pracy nad nim współpracowała z bliskimi jej artystami i raperami, jak Birdman, Lil Wayne, oraz rzeszą innych producentów, tj. Beyoncé, Will.i.am, czy Dr. Luke. Po wydaniu dwa lata wcześniej poprzedniego krążka, Pink Friday: Roman Reloaded, którego utwory były najbardziej inspirowane muzyką dance-pop, raperka zdecydowała o materiale, który był inicjowany jej tradycyjnymi początkami kariery w muzyce hip-hop.
Po premierze, The Pinkprint otrzymało dużo pozytywnych opinii od krytyków, którzy cenili dobrze przygotowaną produkcję, a także płynną liryczność w tekstach utworów. Płyta zadebiutowała na miejscu drugim prestiżowej listy Billboard 200 sprzedając w ciągu pierwszego tygodnia 244 tys. kopii, z czego 198 tys. było z czystej sprzedaży i została też zablokowana przez piąty album amerykańskiej piosenkarki, Taylor Swift, 1989, który szybko zyskał ogromną popularność. W Wielkiej Brytanii materiał objął i pozostał na miejscu dwudziestym drugim listy UK Albums Chart, oraz w tymże kraju jest on do tej pory najniżej notowanym albumem Minaj, a w grudniu 2015 roku krążek został pokryty dwukrotną platyną na poziomie ponad 700 tys. kopii przez Recording Industry Association of America. W 2016 roku The Pinkprint był nominowany w kategorii Najlepszy album hip-hopowy podczas 58. ceremonii rozdania nagród Grammy.
W Polsce album uzyskał status złotej płyty.
Siedem singli było odpowiedzialne za promocję albumu, którymi były „Pills n Potions”, „Anaconda”, „Only”, „Bed of Lies”, „Truffle Butter”, „The Night Is Still Young”, oraz „Trini Dem Girls”. Dla zwiększenia jego popularności, raperka wyruszyła w trasę koncertową, zwaną The Pinkprint Tour, która miała miejsce od marca do sierpnia 2015 roku.

## Lista utworów
| Nr  | Tytuł utworu                                      | Słowa | Muzyka                                                              | Długość |
| --- | ------------------------------------------------- | --- | ------------------------------------------------------------------- | ------- |
| 1.  | „All Things Go”                                   | Onika Maraj, Matthew Samuels, Ester Dean, Anderson Hernandez, Allen Ritter                                | Boi-1da, Vinylz, Ritter                                             | 4:53    |
| 2.  | „I Lied”                                          | Maraj, Michael Williams, Marcus Bell, Dean                                                                | Mike Will Made It, Skooly                                           | 5:04    |
| 3.  | „The Crying Game” (gościnnie: Jessie Ware)        | Maraj, Jessie Ware, Warren „Oak” Felde, Andrew „Pop” Wansel, Steve Mostyn                                 | Pop Wansel, Mostyn                                                  | 4:25    |
| 4.  | „Get On Your Knees” (gościnnie: Ariana Grande)    | Maraj, Katy Perry, Chloe Angelides, Lukasz Gottwald, Sarah Hudson, Jacob Hindlin, Henry Walter            | Dr. Luke, Cirkut                                                    | 3:36    |
| 5.  | „Feeling Myself” (gościnnie: Beyoncé)             | Maraj, Beyoncé Knowles, Solana Rowe, Chauncey Hollis                                                      | Hit-Boy, Beyoncé                                                    | 3:57    |
| 6.  | „Only” (gościnnie: Drake, Lil Wayne, Chris Brown) | Maraj, Aubrey Graham, Dwayne Carter, Jr., Jeremy Coleman, Gottwald, Theron Thomas, Timothy Thomas, Walter | Dr. Luke, Cirkut, JMIKE                                             | 5:12    |
| 7.  | „Want Some More” (gościnnie: Jeremih)             | Maraj, Jeremih Felton, Xavier Dotson, Christian Ward, Leland Wayne                                        | Zaytoven, Hitmaka, Metro Boomin, Nicki Minaj                        | 3:49    |
| 8.  | „Four Door Aventador”                             | Maraj, Asabe Ighile, Parker Ighile                                                                        | Parker                                                              | 3:02    |
| 9.  | „Favourite” (gościnnie: Jeremih)                  | Maraj, Robert Williams, Felton Darhyl Camper, Jr., Rob Holladay, Ward                                     | Camper, Jr., Minaj, Holladay                                        | 4:02    |
| 10. | „Buy a Heart” (gościnnie: Meek Mill)              | Maraj, Williams, Ward, Armond Redmen                                                                      | Arch Tha Boss, Hitmaka                                              | 4:15    |
| 11. | „Trini Dem Girls” (gościnnie: LunchMoneyLewis)    | Maraj, Coleman, Gottwald, Hindlin, Gamal Lewis, Theron Thomas, Alexander Vasquez, Walter                  | Dr. Luke, Cirkut, A.C., JMIKE                                       | 3:14    |
| 12. | „Anaconda”                                        | Maraj, Jamal Jones, Jonathan Solone-Myvett, Ernest Clark, Marcos Palacios, Anthony Ray                    | Polow da Don, Anonymous, Da Internz                                 | 4:20    |
| 13. | „The Night Is Still Young”                        | Maraj, Dean, Gottwald, Theron Thomas, Walter                                                              | Dr. Luke, Cirkut                                                    | 3:47    |
| 14. | „Pills n Potions”                                 | Maraj, Dean, Gottwald, Walter                                                                             | Dr. Luke, Cirkut                                                    | 4:27    |
| 15. | „Bed of Lies” (gościnnie: Skylar Grey)            | Maraj, Holly Hafermann, Daniel Johnson, Coleman, Breyan Isaac, Vinay Vyas, Justin Davey, Alexander Grant  | Kane Beatz, JMIKE, Alex da Kid, Isaac, T.O.D.A.Y.                   | 4:29    |
| 16. | „Grand Piano”                                     | Maraj, Johnson, Dean, William Adams, Keith Harris, Peter Lord                                             | will.i.am, Harris, Kane Beatz, Minaj, T.O.D.A.Y., The Mad Violinist | 4:19    |
|     |                                                   | |                                                                     | 1:06:51 |

| The Pinkprint – standardowa wersja dla sklepu iTunes | The Pinkprint – standardowa wersja dla sklepu iTunes | The Pinkprint – standardowa wersja dla sklepu iTunes |
| Nr                                                   | Tytuł utworu                                         | Długość                                              |
| ---------------------------------------------------- | ---------------------------------------------------- | ---------------------------------------------------- |

| The Pinkprint – ekskluzywna wersja | The Pinkprint – ekskluzywna wersja | The Pinkprint – ekskluzywna wersja |
| Nr                                 | Tytuł utworu                       | Długość                            |
| ---------------------------------- | ---------------------------------- | ---------------------------------- |

| The Pinkprint – ekskluzywna wersja dla sklepu iTunes | The Pinkprint – ekskluzywna wersja dla sklepu iTunes | The Pinkprint – ekskluzywna wersja dla sklepu iTunes |
| Nr                                                   | Tytuł utworu                                         | Długość                                              |
| ---------------------------------------------------- | ---------------------------------------------------- | ---------------------------------------------------- |

| The Pinkprint – międzynarodowa ekskluzywna wersja oraz wersja dla sklepu Target | The Pinkprint – międzynarodowa ekskluzywna wersja oraz wersja dla sklepu Target | The Pinkprint – międzynarodowa ekskluzywna wersja oraz wersja dla sklepu Target |
| Nr                                                                              | Tytuł utworu                                                                    | Długość                                                                         |
| ------------------------------------------------------------------------------- | ------------------------------------------------------------------------------- | ------------------------------------------------------------------------------- |

| The Pinkprint – międzynarodowa ekskluzywna wersja dla sklepu iTunes | The Pinkprint – międzynarodowa ekskluzywna wersja dla sklepu iTunes | The Pinkprint – międzynarodowa ekskluzywna wersja dla sklepu iTunes |
| Nr                                                                  | Tytuł utworu                                                        | Długość                                                             |
| ------------------------------------------------------------------- | ------------------------------------------------------------------- | ------------------------------------------------------------------- |

| The Pinkprint – ekskluzywna japońska wersja | The Pinkprint – ekskluzywna japońska wersja | The Pinkprint – ekskluzywna japońska wersja |
| Nr                                          | Tytuł utworu                                | Długość                                     |
| ------------------------------------------- | ------------------------------------------- | ------------------------------------------- |

| The Pinkprint – ekskluzywna cyfrowa wersja (reedycja z 2017) | The Pinkprint – ekskluzywna cyfrowa wersja (reedycja z 2017) | The Pinkprint – ekskluzywna cyfrowa wersja (reedycja z 2017) |
| Nr                                                           | Tytuł utworu                                                 | Długość                                                      |
| ------------------------------------------------------------ | ------------------------------------------------------------ | ------------------------------------------------------------ |